# Punktfeld
Als Punktfeld bezeichnet man in der synthetischen projektiven Geometrie die Menge aller Punkte, die in einer Ebene liegen. Die Ebene heißt Träger des Punktfeldes. Das Punktfeld ist ein Grundgebilde zweiter Stufe. Es enthält auch die Fernpunkte der Geraden, die in der Trägerebene liegen. Ist die Trägerebene die Fernebene des Raumes, enthält das Punktfeld keinen gewöhnlichen Punkt, aber alle Fernpunkte des Raumes.